# Иваник, Александр Михайлович
Алекса́ндр Миха́йлович Ива́ник (26 февраля 1968, Усть-Донецкий) — российский гребец-байдарочник, выступал за сборную России в начале 1990-х — первой половине 2000-х годов. Чемпион мира и Европы, победитель и призёр этапов Кубка мира, многократный чемпион национальных первенств, участник двух летних Олимпийских игр. На соревнованиях представлял спортивный клуб Министерства обороны РФ, заслуженный мастер спорта. Также известен как тренер, в своё время занимал должность старшего тренера национальной команды России по гребле на байдарках и каноэ, а в настоящее время — тренер в спортивной школе олимпийского резерва «Олимп» (Великий Новгород).

## Биография
Александр Иваник родился 26 февраля 1968 года в рабочем поселке Усть-Донецкий, Ростовская область. Обучался в общеобразовательной школе № 1, затем был призван в армию и служил моряком на Тихоокеанском флоте в городе Хороль. Активно заниматься греблей начал в раннем детстве под руководством тренера Ю. Ситникова, позже тренировался у таких специалистов как Н. Григорьева и Г. Игнатенко. В 1990 году впервые вошёл в состав национальной команды, а в 1993-м добился первого успеха на международном уровне — со своей четырёхместной байдаркой выиграл две медали на чемпионате мира в Копенгагене: бронзовую в километровой гонке и золотую в полукилометровой. Год спустя получил золотую награду на мировом первенстве в Мехико, был лучшим на дистанции 1000 м.
Благодаря череде удачных выступлений удостоился права защищать честь страны на летних Олимпийских играх 1996 года в Атланте, вместе с напарником Андреем Тиссиным участвовал в километровом заплыве, но сумел дойти только до стадии полуфиналов.
После Олимпиады в 1997 году Иваник переехал в Великий Новгород и начал выступать за Новгородскую область. В этом же сезоне побывал на чемпионате мира в канадском Дартмуте, откуда привёз медаль золотого достоинства — одолел всех соперников в дисциплине K-4 200 м. На мировом первенстве 1998 года в Сегеде с четырёхместным экипажем выиграл бронзу в километровой гонке, ещё через год добыл две золотые медали на чемпионате Европы и две серебряные на чемпионате мира в Милане: в двойках на 200 м и четвёрках на 500 м. В 2000 году прошёл квалификацию на Олимпийские игры в Сидней, в составе байдарки-двойки, куда также вошёл ростовчанин Роман Зарубин, боролся за медали в программе 500 м, но вновь добрался лишь до полуфинала.
Впоследствии Александр Иваник выступал за сборную России ещё в течение трёх лет, и на протяжении всего этого периода продолжал показывать хорошие результаты на международной арене. Так, в 2001 году он побывал на чемпионате мира в Познани и выиграл там сразу три медали в трёх различных дисциплинах, в частности, золотую медаль в гонке четырёхместных байдарок на полукилометровой дистанции. На мировом первенстве 2003 года в Гейнсвилле с четвёркой выиграл бронзу в гонке на 500 м, после чего принял решение завершить карьеру профессионального спортсмена и перешёл на тренерскую работу.
Имеет высшее образование, в 1997 году окончил Ростовский государственный университет, где обучался на кафедре теоретических основ физического воспитания. Начиная с 2004 года занимает должность старшего тренера сборной России по гребле на байдарках и каноэ. За успешное выступление российских гребцов на Олимпийских играх 2012 года в Лондоне удостоен почётного звания «Заслуженный тренер России». Его жена Наталья является мастером спорта международного класса по академической гребле, ныне работает детским тренером в СДЮСШОР «Олимп». У них есть двое сыновей, которые тоже занимаются греблей.